# Sleepless in Seattle
Sleepless in Seattle (Nederlands: Slapeloos in Seattle) is een romantische komedie uit 1993, onder regie van Nora Ephron en geproduceerd door TriStar Pictures. De productie werd genomineerd voor Academy Awards voor het script en de filmmuziek, waar de film zelf, acteur Tom Hanks en actrice Meg Ryan genomineerd werden voor een Golden Globe.

## Verhaal
Anderhalf jaar geleden stierf Sam Baldwins (Tom Hanks) vrouw Maggie (Carey Lowell) en verhuisde hij naar Seattle. Chicago deed hem te veel denken aan zijn overleden vrouw. Zijn zoontje Jonah (Ross Malinger) belt met een radiopsychiater die Sam zover krijgt zijn hart uit te storten op de ether. Duizenden luisteraars zijn aan hun radio gekluisterd. Onder hen Annie Reed (Meg Ryan), een vrouw uit Baltimore. Zij heeft zich pas verloofd met haar vriend Walter (Bill Pullman), maar mist iets in hun relatie.

## Rolverdeling
| Acteur             | Personage      |
| ------------------ | -------------- |
| Tom Hanks          | Samuel Baldwin |
| Ross Malinger      | Jonah Baldwin  |
| Rita Wilson        | Suzy           |
| Victor Garber      | Greg           |
| Tom Riis Farrell   | Rob            |
| Carey Lowell       | Maggie Baldwin |
| Meg Ryan           | Annie Reed     |
| Bill Pullman       | Walter         |
| Le Clanché du Rand | Barbara Reed   |
| Kevin O'Morrison   | Cliff Reed     |
| David Hyde Pierce  | Dennis Reed    |
| Valerie Wright     | Betsy Reed     |
| Frances Conroy     | Irene Reed     |
| Tom Tammi          | Harold Reed    |
| Calvin Trillin     | Oom Milton     |
| Rosie O'Donnell    | Becky          |
| Rob Reiner         | Jay            |
| Dana Ivey          | Claire         |